# سياسة المنتفعين
سياسة المنتفعين هي أحد أنواع السياسة عندما تستفيد أقلية منظمة أو مجموعة مصالح على حساب الجمهور العام. وتتفاعل سياسة المنتفعين بدرجة كبيرة مع ديناميكيات سياسة الهوية.
ويشيع هذا بشكل خاص في النظام الجمعوي، مثلما هو الحال في الولايات المتحدة، حيث تتمتع الأقليات بسلطة معتبرة في تشكيل السياسة العامة. وعلى النقيض من سياسة المنتفعين، نجد سياسة «المنظم» أو سياسة الإقناع.

## أمثلة

### التعريفات الجمركية
من أمثلة ذلك التعريفات الجمركية المفروضة على البضائع المستوردة للحفاظ على ارتفاع الأسعار. فإلى حد كبير لا يدرك الجمهور و/أو لا يهتم بالارتفاع الطفيف في أسعار السلع، بينما يعتمد المصنعون على التأثير التعجيزي للتعريفات الجمركية على المنتجات المنافسة ويدركون ذلك جيدًا. ومن ثم سيبذل المصنعون المحليون قصارى جهدهم للحفاظ على التعريفات الجمركية وقد ينجحون في الغالب.

### مبيدات الآفات
هناك مثال آخر على شيوع استخدام المزارعين لـ مبيدات الآفات ذات الأضرار الهائلة. فنظرًا للزيادة الهائلة في أنواع مبيدات الآفات في الأسواق وصعوبة اختبار كل مبيد منها، والافتقار إلى الدليل الحاسم على أن العديد من المبيدات المستخدمة قد تضر البيئة، فإن ذلك يؤدي إلى غياب الاتفاق العام على ما ينبغي عمله. على الناحية الأخرى، هناك المزارعون الذين يهتمون اهتمامًا كبيرًا بالفوائد التي ستحدثها تلك المواد الكيميائية على غلة المحصول وسينتظمون للحفاظ على توفر مبيدات الآفات واستخدامها.

### تشريع منح المال الحكومي لأسباب سياسية
تعد معظم تشريعات منح المال الحكومي لأسباب سياسية من سياسات المنتفعين.